# Edgar Rosabal
Edgar Rosabal (* 2. Februar 2005) ist ein uruguayischer Leichtathlet, der sich auf den Zehnkampf spezialisiert hat und auch in anderen Disziplinen an den Start geht. 

## Sportliche Laufbahn
Erste internationale Erfahrungen sammelte Edgar Rosabal im Jahr 2023, als er bei den U20-Südamerikameisterschaften in Bogotá mit 6632 Punkten die Silbermedaille im Zehnkampf gewann. Im Jahr darauf gewann er bei den U20-Südamerikameisterschaften in Lima mit 6802 Punkten erneut die Silbermedaille und belegte mit der uruguayischen Mixed-Staffel über 4-mal 400 Meter in 3:43,71 min den sechsten Platz. Anschließend gewann er bei den U23-Südamerikameisterschaften in Bucaramanga mit 6144 Punkten die Bronzemedaille im Zehnkampf hinter den Brasilianern Luiz Caetano und Arnaldo Kowales. 2025 wurde er bei den Hallensüdamerikameisterschaften in Cochabamba mit 4586 Punkten Vierter im Siebenkampf und Ende April gelangte er bei den Südamerikameisterschaften in Mar del Plata mit 6169 Punkten auf den zehnten Platz im Zehnkampf.
2024 wurde Rosabal uruguayischer Meister im Stabhochsprung sowie 2025 im Zehnkampf.

## Persönliche Bestleistungen
- Stabhochsprung: 4,20 m, 14. April 2024 in Paysandú
- Zehnkampf: 6232 Punkte, 13. April 2025 in Montevideo
  - Siebenkampf (Halle): 4586 Punkte, 23. Februar 2025 in Cochabamba